# Уругвай

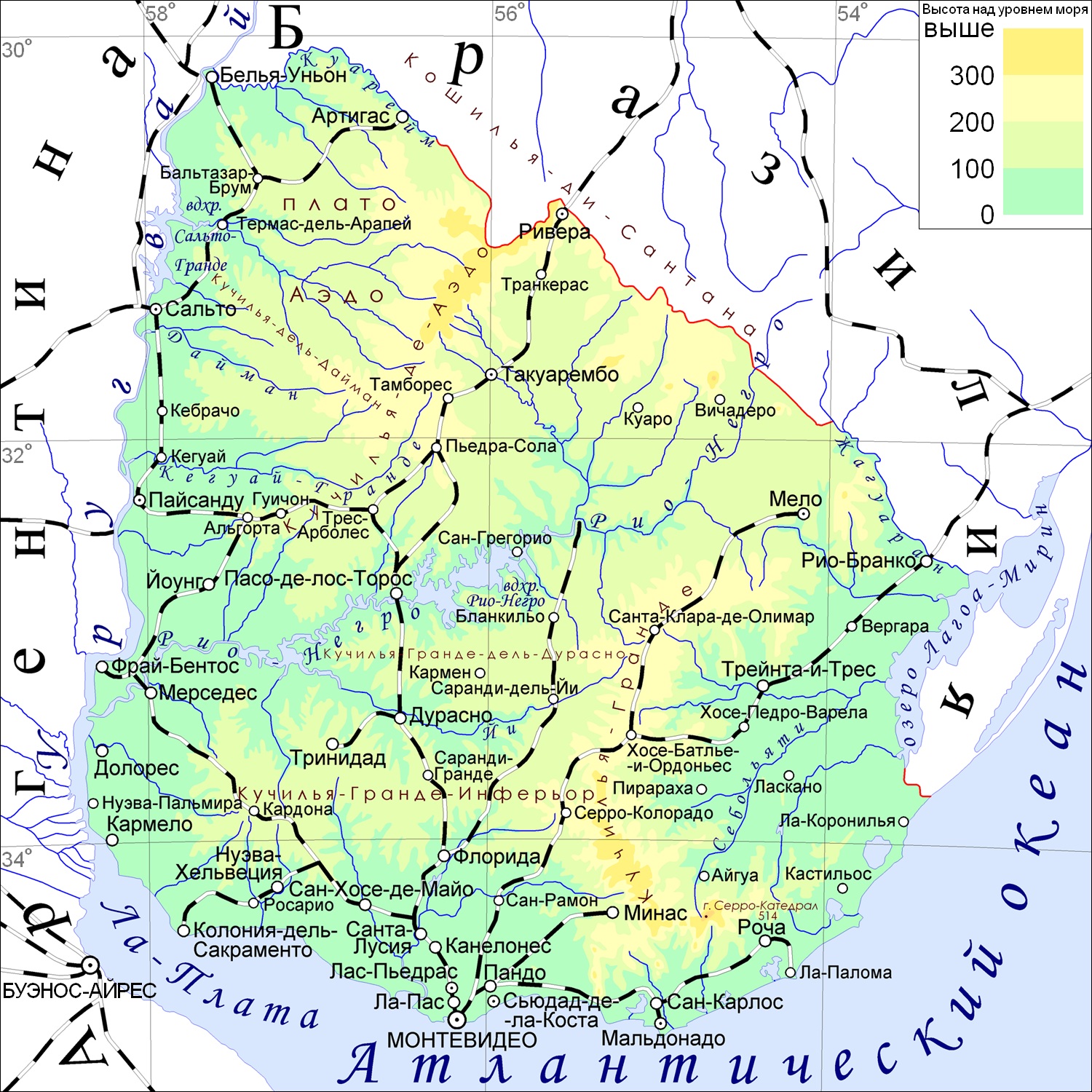
Карта Уругвая

Уругва́й (исп. Uruguay), принятое в русском языке официальное название — Восто́чная Респу́блика Уругва́й (в значении Республика Восточного побережья реки Уругвай; исп. República Oriental del Uruguay [reˈpuβlika oɾjenˈtal del uɾuˈɣwai]) — государство в юго-восточной части Южной Америки, на побережье Атлантического океана. На севере граничит с Бразилией, на западе — с Аргентиной, на востоке и юге омывается Атлантическим океаном. Сухопутные границы имеют протяжённость 1564 км, береговая линия — 660 км.
По состоянию на 2022 год, по оценкам всемирной книги фактов ЦРУ, по численности населения Уругвай 132-е государство в мире (3 407 213 человек). Состав населения Уругвая по вероисповеданию по состоянию на 2021 год: католики — 44,8 %, нерелигиозны — 44,5 %, приверженцы других христианских конфессий — 9,5 %, приверженцы других религий или конфессий — 1,2 %.
Член ООН, МЕРКОСУР, ВТО. Унитарное государство, президентская республика. Президент с 1 марта 2025 года — Яманду Орси.
Столица и крупнейший город — город Монтевидео, другие крупные города — Сальто, Сьюдад-де-ла-Коста, Пайсанду, Лас-Пьедрас, Ривера, Мальдонадо, Такуарембо, Мело и Мерседес.
Уругвай, наряду с Чили, Коста-Рикой и Панамой считается одной из самых демократических, не коррумпированных, безопасных и богатых стран Латинской Америки. В Уругвае легализованы однополые браки, проституция, аборты, одна из первых стран, легализовавших каннабис. Страна находится на 13 месте (между Канадой и Люксембургом) в рейтинге мировой демократии.

## Этимология
Официальное название страны — «Восточная Республика Уругвай». Первоначально территория современного Уругвая входила в состав испанского губернаторства Рио-де-ла-Плата, являясь отдельной провинцией под названием «Восточный берег» до 1815 и «Восточная провинция» после. В 1828 году эта провинция провозгласила независимость, а два года спустя приняла название «Восточная Республика Уругвай». Последнее слово в наименовании страны является гидронимом, происходя от названия одноимённой реки, имеющего индейское (языки тупи) происхождение. В нём часть «гуай» означает «река», а «Уру» на языке гуарани является общим названием нескольких видов птиц. Ряд авторов интерпретируют его как «петух глухаря», также существует перевод «река разноцветных птиц». Слово же «Восточная» говорит о том, что страна находится к востоку как от Уругвая, так и от Ла-Платы.

## Физико-географическая характеристика

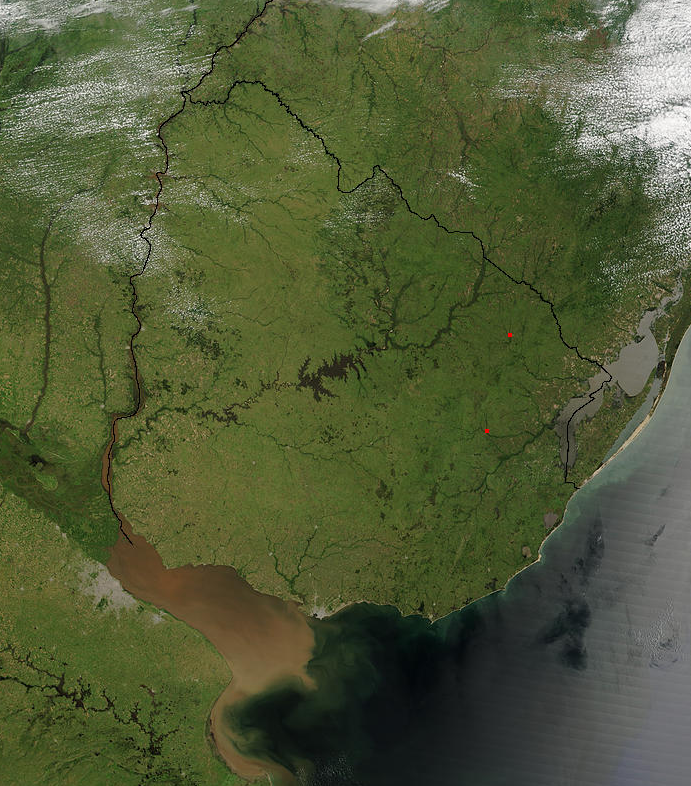
Снимок территории Уругвая со спутника

### Общие сведения
Уругвай находится на восточном побережье Южной Америки близ места, где реки Уругвай и Парана впадают в Атлантический океан в эстуарии Ла-Плата. Географические координаты страны — между 30°5 — 35° южной широты и 53°15 — 58°25 западной долготы. Уругвай — самая маленькая страна континента — её площадь составляет 176 215 км², из которых на водные владения приходится 1200 км², а на сушу — 175 015 км². По совокупной площади страна занимает 91 место в мире.
Уругвай граничит с Аргентиной на юго-западе и западе и Бразилией на севере и востоке. На юго-востоке страну омывают воды Атлантического океана. Протяжённость границы с Аргентиной составляет 541 километр. Пограничный договор окончательно подписали в 1975 году, это была первая де-факто и последняя де-юре установленная граница на континенте. Протяжённость границы с Бразилией — 1050 километров, общая — 1591 километр, береговая линия — 660 километров. Холмистые территории к югу постепенно сменяются низменностями, являющимися продолжением аргентинской пампы.
Берега Уругвая низменные, выровненные, лагунного типа.
Самая высокая точка — гора Катедраль (Cerro Catedral) 514 м.
Более десятка островов, многие из которых являются заповедниками и курортами.

## История

### До открытия европейцами (9000 год до н. э. — 1502 год н. э.)

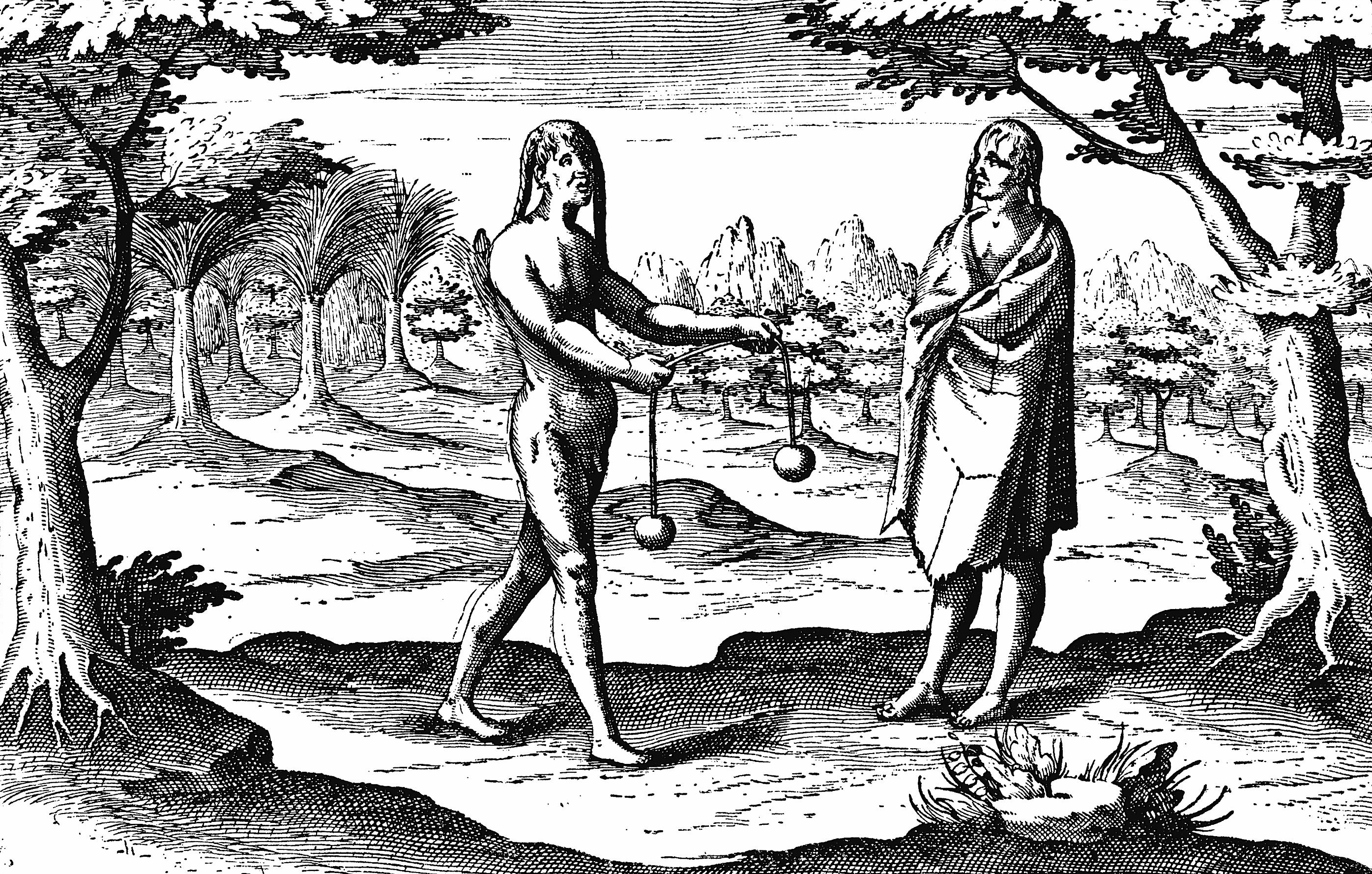
Гравюра «Индейцы Рио-де-ла-Платы» из журнала путешествия Хендрика Оттсена

Палеоиндейцы заселили Уругвай в два этапа. Первый продолжался в тысячелетие между 11 и 10 тысячелетиями до н. э., а второй — в девятом тысячелетии до н. э. Стоянки древних людей находились преимущественно в бассейне среднего течения реки Рио-Негро, в долине реки Уругвай и на побережье Атлантического океана. В каменном веке люди использовали рубила, наконечники Фелл. В районе 5000/4500 годов до н. э. своё распространение получили наконечники дротиков в виде треугольников с широким основанием. На равнинах люди занимались в основном собирательством, дополняя его охотой и рыбной ловлей, в то время как на побережье океана рыболовство и охота были более важными занятиями, а собирали люди в основном морских моллюсков. К этому же периоду относится появление кьёккенмедингов.
В третьем тысячелетии до н. э. своё распространение получили земляные насыпи, служившие как могильники для усопших и как место для проведения церемониальных мероприятий, которые были круглой или эллипсоидной формы до 40 метров в длину и 7 в высоту. В начале второго тысячелетия до н. э. такие памятники стали группироваться вокруг крупных поселений, что, по словам археолога Д. Д. Беляева, может говорить о формировании вождеств. В XVI веке до н. э. началось культивирование садово-огородных растений — тыквы, кукурузы, фасоли, корневищ канны, а спустя около шести веков люди на территории Уругвая стали производить керамику и делать росписи на скалах. В начале нашей эры на территории Уругвая насчитывались три разных племени — чарруа, чана и гуарани. К моменту первого контакта с европейцами в XVI веке насчитывалось около девяти тысяч чарруа, около шести тысяч чана и гуарани.

### Европейское открытие, завоевание и правление (1502—1810)

Эрнандо Ариас де Сааведра

Около 1502 года корабли испанцев появились на территории Ла-Платы, однако они не стали искать начала реки и заходить внутрь устья. Лишь 14 лет спустя, в 1516 году, испанский мореплаватель Хуан Диас де Солис возглавил европейскую экспедицию в земли Рио-де-ла-Платы, добравшись до эстуария Ла-Платы и основав здесь первое поселение в 113 километрах на восток от современной столицы страны, Монтевидео, однако индейцы гуарани оказали европейцам активное сопротивление. В течение всего века индейцы совершали многочисленные нападения на пришельцев, что привело к тому, что установленное владычество было лишь формальным. Испанцам удалось создать укреплённый пункт в Ла-Плате лишь к 1580-м годам, со вторым основанием Буэнос-Айреса.
В 1603 году губернатор Рио-де-ла-Платы Эрнандо Ариас де Сааведра основал замок Асунсьон, ныне в Парагвае, укрепив испанское присутствие в землях и захватив земли в качестве пастбищ для лошадей. В дальнейшем продолжился активный завоз скота, и животноводство стало основой экономики колонии. Однако первыми сопротивление гуарани сломили португальцы, которые основали в 1680 году напротив Буэнос-Айреса город Колония-дель-Сакраменто. В 1726 году испанцы основали Монтевидео, а к 1750 покорили регион, и 26 лет спустя включили его в состав губернаторства Рио-де-ла-Плата.
В начале XIX века регион стал местом противостояния между Великобританией, Испанией, Португалией и колониальными силами за господство в регионе «Аргентина—Бразилия—Уругвай». Две попытки завоевания региона англичанами были отбиты в 1806 и 1807 годах.

### Борьба за независимость (1810—1830)

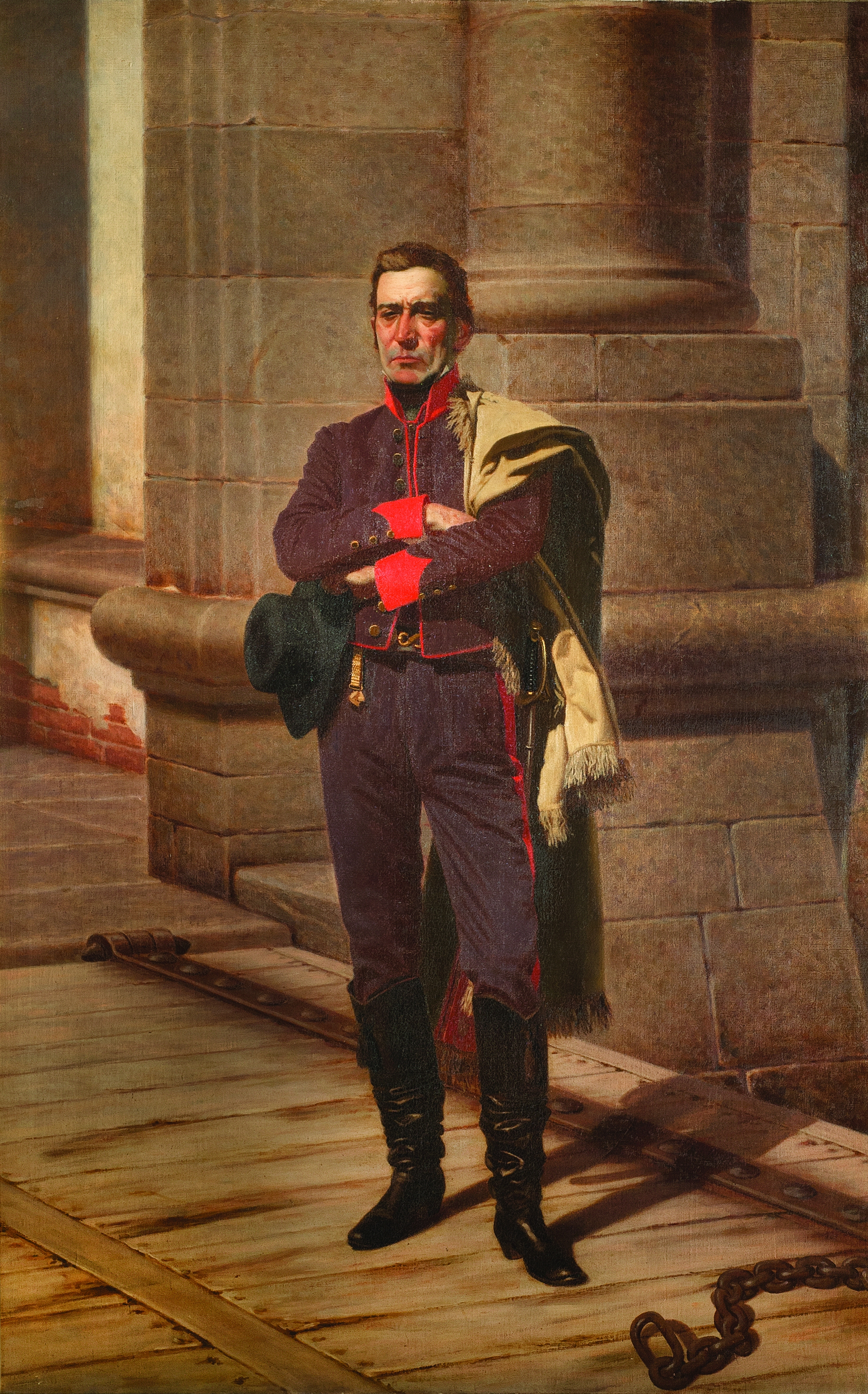
Портрет Хосе Артигаса авторства Хуана Мануэля Бланеса

Лидером движения и войны за независимость от Испании стал Хосе Артигас (1764—1850). Первоначально он сражался в составе колониальной армии, защищая интересы Испании, Португалии и Бразилии. В 1810 году, с началом войны за независимость испанских колоний в Америке, в губернаторстве Рио-де-ла-Плата возникло две фракции, роялистов и сепаратистов, во главе последней встали креолы. В мае было основано государство, получившее название «Соединённые провинции Южной Америки». Население региона современного Уругвая тогда составляло около 30 тысяч человек, и оно поднялось против испанцев. Тогда же на сторону революционеров перешёл Артигас, который получил звание подполковника и 180 песо жалования. В 1811 году произошла битва при Лас-Пьедрас, в ходе которой Артигас нанёс испанцам поражение и двинулся на будущую столицу страны. Однако тогда же произошёл сговор между правительством Ла-Платы, что желало власти над Уругваем, и Артигас был вынужден отступить в Энтре-Риос. Но уже в октябре следующего года осада возобновилась. На состоявшемся в 1813 году конгрессе на Трес-Крусес была принята новая конституция, на которой аргентинцы выдвинули требование создания унитарного государства, включавшего все восставшие регионы бывшего вице-королевства. Артигас же пытался навязать более федералистскую конституцию, по образцу Соединённых Штатов, однако его сторонников не пустили на заседание.

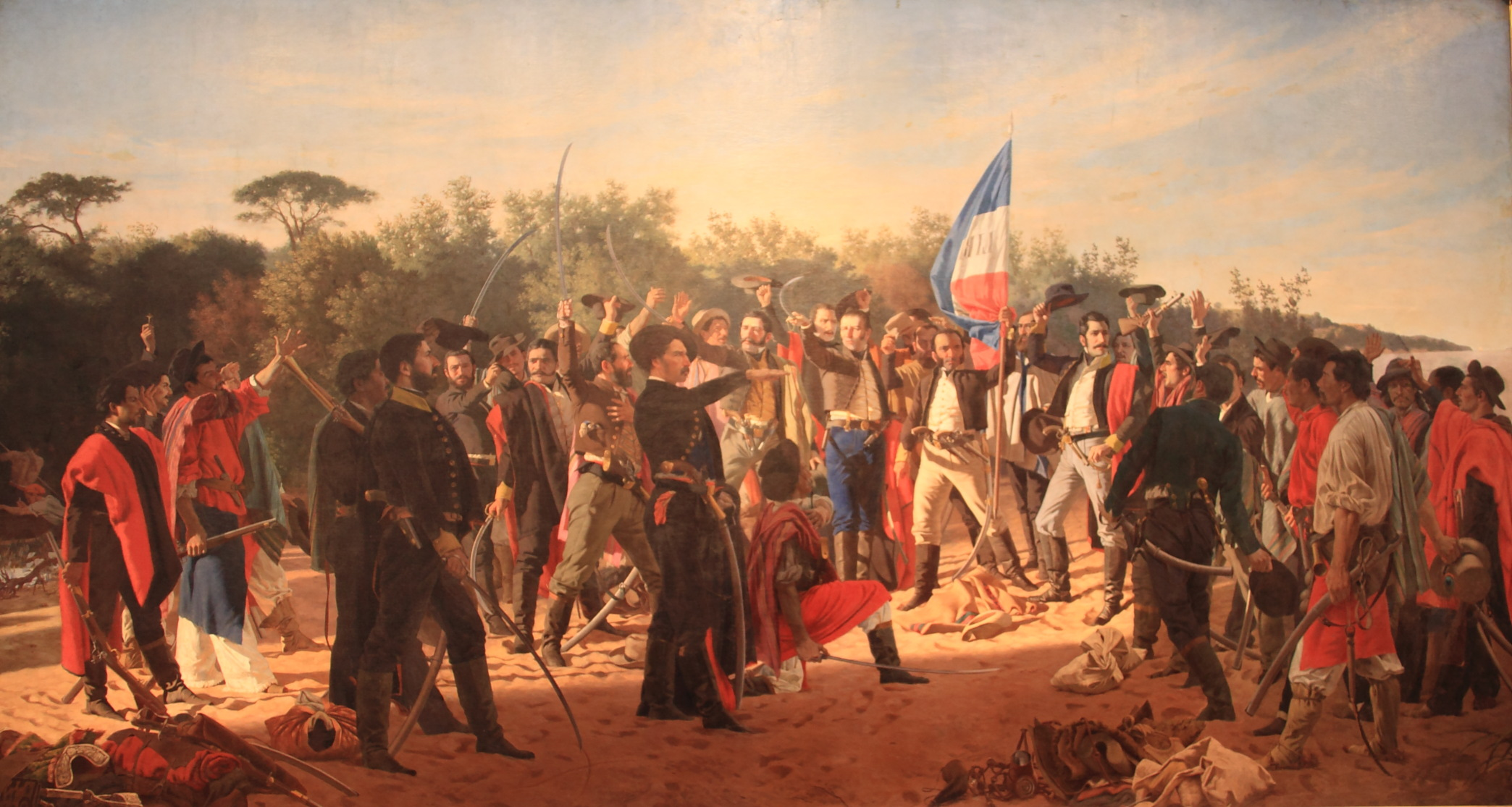
Клятва Тридцати трёх Ориенталес. Картина Хуана Мануэля Бланеса

В январе 1814 года была снята осада с Монтевидео, так как Артигас боялся излишней вертикализации власти. В ответ Хервасио де Посадас объявил его вне закона и назначил вознаграждение за его голову. Впрочем, современная историография, кроме крайних радикалов, оправдывает действия военачальника. Данные споры были основаны на экономических вопросах. 20 июня 1814 года Монтевидео капитулировал перед войсками Артигаса, и испанцы были окончательно изгнаны из Рио-де-ла-Платы. В 1814 Артигас основал «Лигу свободных народов», продолжая борьбу за федерализм, а в 1815 году он разбил силы де Посадаса в битве при Гуябосе. Тогда же он провёл аграрную реформу, «самую передовую и славную этой эпохи». Со стороны Рио-де-ла-Платы велась война на истощение. Её правительство договорилось с португальцами, и те вторглись на земли, что давно считали спорными. В 1817 году земли были оккупированы, а в 1820 году Артигас потерпел своё самое тяжёлое поражение, и португальцы аннексировали территорию. Сам Артигас был сослан. Год спустя португальцы включили провинцию в состав Колониальной Бразилии под названием Сисплатина.
Несогласные с аннексией уругвайцы вторгались в земли Бразилии из Аргентины, даже называя провинцию своей собственностью. В 1825 году они провозгласили независимость и последующие три года вели активные сражения, пока в 1828 году страны не согласились на перемирие при посредничестве англичан и отказе претензий Аргентины на провинцию. В 1830 году появилась первая конституция, и страна стала полностью независимой.

### XIX век (1830—1903)

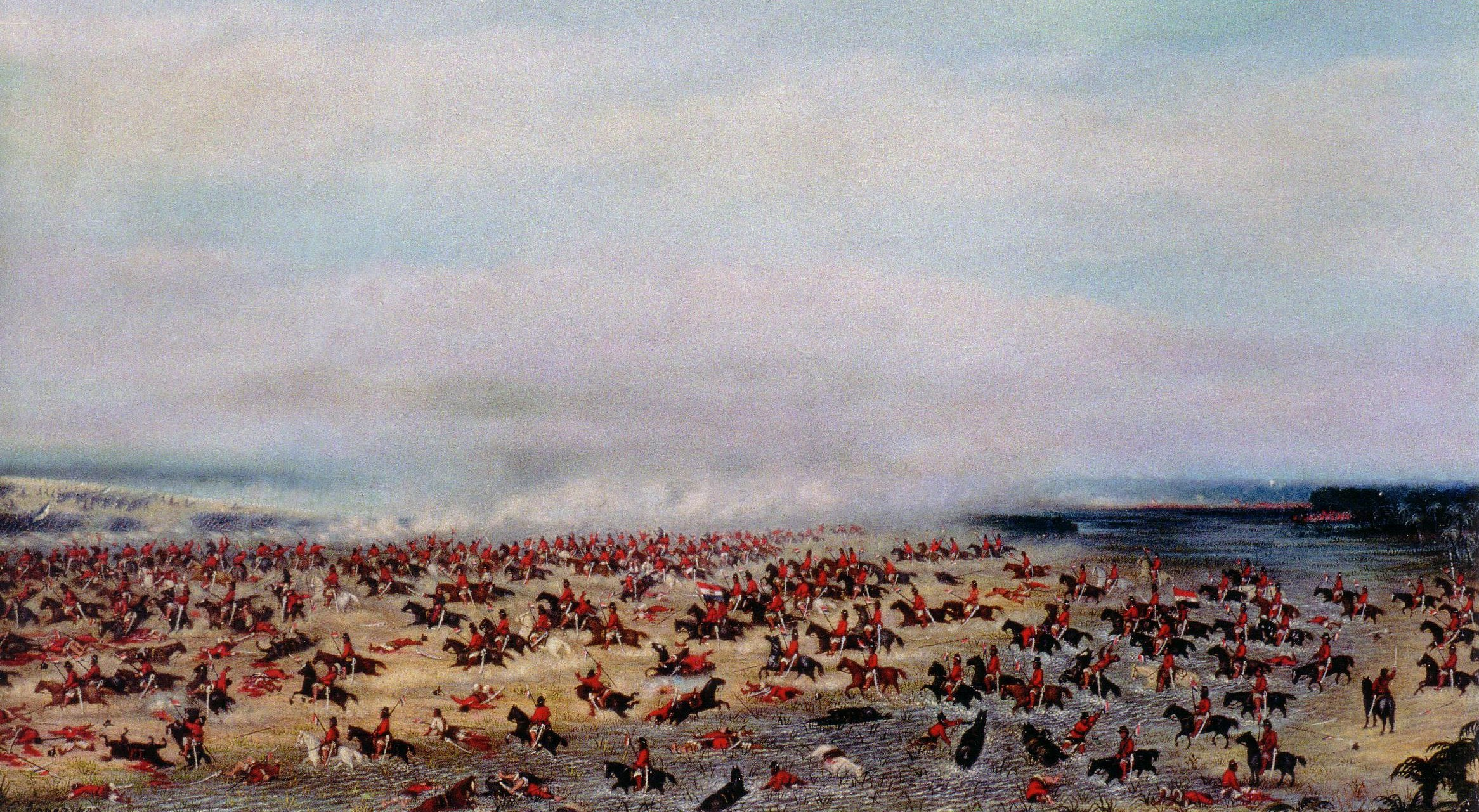
Битва при Туюти, одно из крупных сражений «Войны Тройственного альянса». Картина Кандидо Лопеса

Первый век после достижения независимости стал для Уругвая эпохой великих политических беспорядков, потрясений и смуты. Первым президентом после провозглашения независимости и создания конституции стал генерал Фруктуосо Ривера, который сражался в звании лейтенанта в армии Артигаса. В начале века здесь проживало 75 тысяч человек, из них 15 — в столице. В ходе своего правления он поголовно истребил индейцев чарруа, дословно восприняв идею «уничтожения дикости». Пять лет спустя его сменил генерал Мануэль Орибе, однако уже три года спустя, в 1838 году, Ривера низложил его. Орибе бежал в Соединённые провинции Южной Америки, где ему обещали помощь. Следующий период, с 1839 по 1851 год, стал известен в Уругвае как «Великая война», период борьбы между партиями Бланко, «белых», и Колорадо, «красных» или, что более корректно, «цветных». Период характеризовался активной иностранной интервенцией, так как Соединённые провинции Южной Америки, Британия и Бразилия соперничали между собой за господство над регионом. Хуан Росас, диктатор первого из государств, держал Монтевидео в блокаде, а в 1845 году не желавшие допустить усиления влияния Соединённых провинций Франция и Британия принимали участие в войне на стороне федеральных сил Уругвая.
Война закончилась созданием совместного правительства, в ходе которого две партии правили Уругваем совместно. Именно уругвайцы стали изобретателями двухпартийной системы, получившей позже распространение в других странах. Данная система была центральной в политике страны вплоть до конца XIX века. В 1864 году Уругвай стал участником Войны Тройственного альянса, наступления сил Уругвая, Аргентины и Бразилии против Парагвая, превосходя последний 10 к 1. Война привела к массовым человеческим жертвам и значительному уменьшению популяции Парагвая, закончившись в 1870 году его полным поражением. Во второй половине последнего десятилетия XIX века Колорадо и Бланко столкнулись с неразрешимыми противоречиями, что привело к очередному восстанию, в ходе которого ни одна из сторон так и не смогла достичь успеха. Впрочем, это не мешало населению Уругвая резко расти, поскольку он оставался центром миграции из Европы. К началу нового века оно составляло более миллиона человек, из них около 300 тысяч — в столице.

### Между демократией и диктатурой (1903—1983)

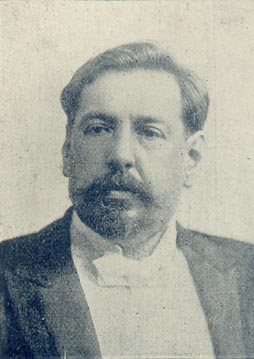
Хосе Пабло Торквато Батлье-и-Ордоньес, дважды президент Уругвая и великий реформатор, в 1900 году.

Несмотря на тормозившие экономическое развитие вывод финансов за рубеж и выплаты по долгам, экономика Уругвая в начале XX века начала расти. Англичане и американцы продолжали наращивать своё присутствие в Уругвае: первые вкладывались в развитие гражданской инфраструктуры, в том числе транспорта, а вторые — в мясопереработку. Дважды занимавший свой пост в начале века президент Хосе Батлье-и-Ордоньес привёл страну к политической стабильности. Он развил экономику и железные дороги и провёл прогрессивные реформы, монополизировав страхование, электротехнику, электросеть и производство табака и алкоголя, а также реорганизовал Государственный банк и принял новое законодательство в области социальной жизни и труда. При нём же произошла реконструкция Монтевидео и введены новые льготы и программы для населения. Данный путь продолжался и в дальнейшем, государственное вмешательство в экономику росло, а вместе с ним государство стремилось ликвидировать иностранные монополии. ВВП рос благодаря поставкам мяса.
В 1929—1932 годах началась Великая депрессия, которая привела к резкому снижению цен на сельхозпродукцию, а вместе с этим — девальвации песо и росту безработицы. Это привело к установлению в 1933 году «Диктатуры мачете» — правый генерал Габриэль Терра сверг своего предшественника, распустил парламент и пытался закрыть возникшие дыры в экономике, лишая трудящихся их прав. Пять лет спустя власть перешла к кузену Терры Альфредо Бальдомиру, которые изначально находился под влиянием идей фашизма, однако в 1942 году разорвал всякие отношения с осью. Его преемник формально объявил войну нацистской Германии в последний год Второй мировой войны.
Президент Луис Батлье Беррес, пришедший к власти в 1947 году, восстановил гражданскую власть, а новая конституция, принятая год спустя на 16 лет, упразднила институт президентства как таковой, передав всю полноту власти Национальному совету. В это десятилетие устойчивый экономический рост принёс Уругваю славу «Латиноамериканской Швейцарии». Однако в середине 1960-х начался экономический спад и отток капиталов, которым пытались воспользоваться для получения власти коммунисты, социалисты и тупамарос — городские партизаны. Их удалось подавить к 1972 году. За пять лет до этого была введена новая конституция. В 1973 году в результате переворота к власти пришёл Хуан Бордаберри, который повёл страну по пути становления диктатуры — «пачекизма». 1976 год привёл к окончательному становлению военной диктатуры, которая систематически боролась с противниками режима, обладая наивысшим процентом политических заключённых в мире. Однако предпринятая в 1980 году попытка закрепления власти конституционно провалилась, равно как и попытка конституционной реформы: при поддержке партий Колорадо и Бланко и даже пачекистами народ Уругвая большинством голосов (57 %/43%) проголосовал против легализации военной хунты. В это же время сократился рост экономики и уменьшились займы, так как основной партнёр режима, Аргентина, оказалась в войне с Великобританией. Тогда же на политический режим надавили из США — в рамках окончания борьбы с СССР там перестали поддерживать антидемократические режимы, ранее боровшиеся с коммунистами и социалистами.

### Современный Уругвай (1983 — н. в.)

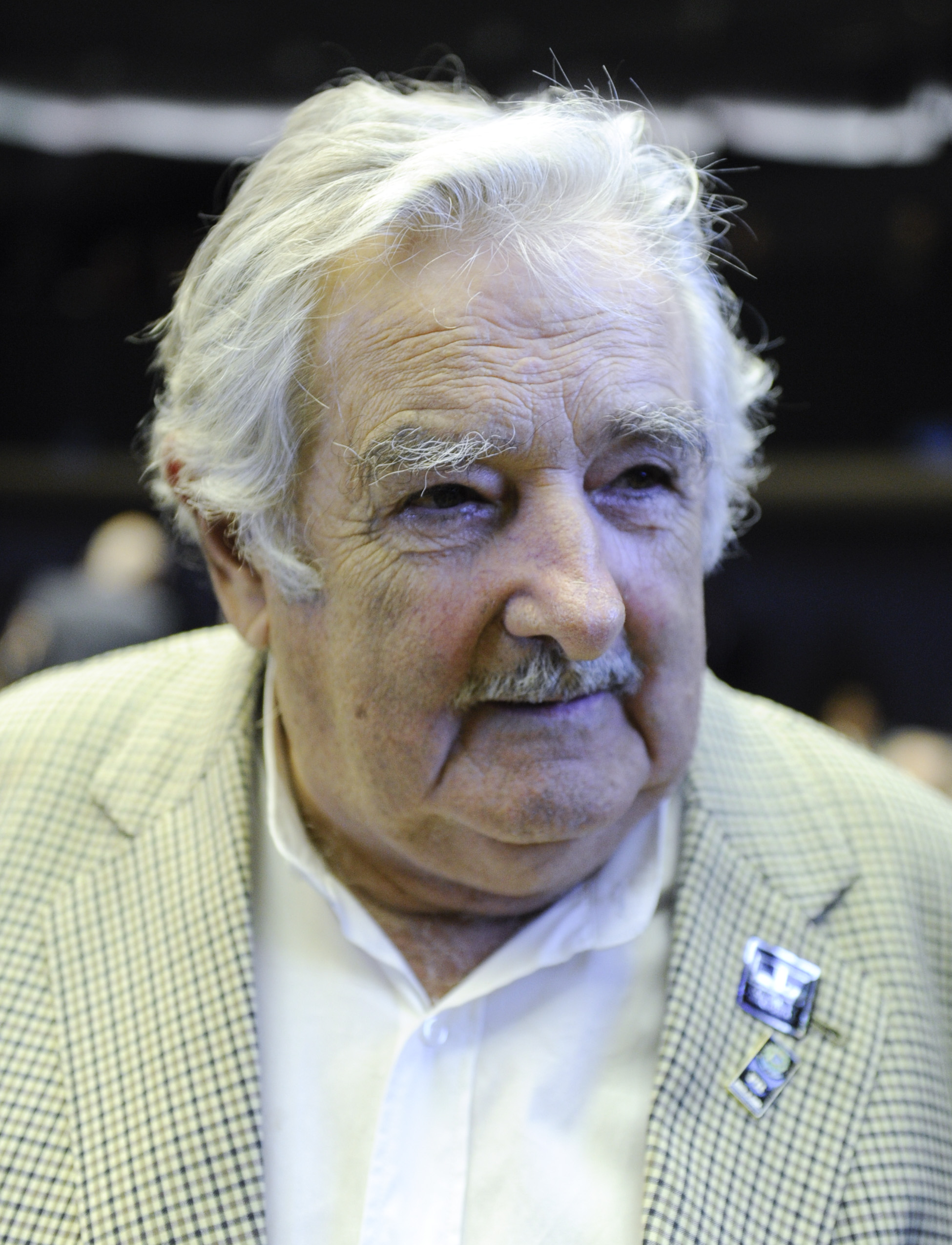
Хосе Мухика, президент от «Левого фронта» в 2010—2015 годах

В 1984 году в Уругвае произошли свободные выборы, которые привели к власти президента из числа сторонников политики Батлье-и-Ордоньеса Хулио Марию Сангинетти, даровавшего амнистию как участникам тоталитарных чисток, так и их жертвам, выпустив политических заключённых из-за решётки. Пришедший к власти в 1990 году член партии «Белых» Луис Альберто Лакалье де Эррера столкнулся с огромным долгом и экономическим кризисом. Он привёл страну в МЕРКОСУР. Несмотря на значительное превышение по голосам против приватизации, правительство продолжило неолиберальные реформы по указаниям из США и МВФ.

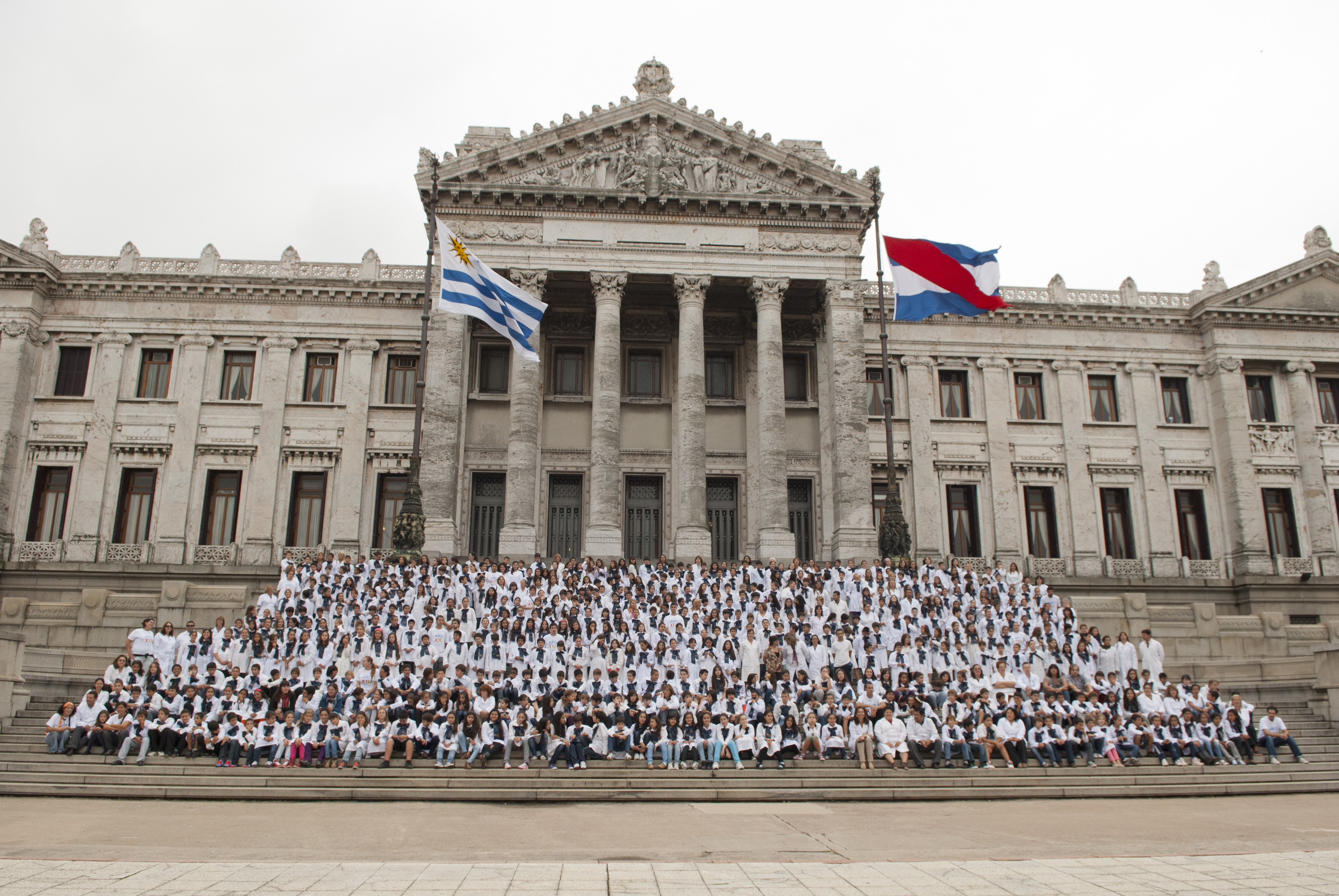
Празднование 200-летия Уругвая. 2011 год. На фотографии изображены 500 школьников перед зданием Законодательного дворца в столице страны, Монтевидео

В 2004 году победу на выборах одержали левые и левоцентристы из коалиции «Широкий фронт» — событие, сломавшее правление двух ранее правивших в коалиции партий Колорадо и Бланко. Президент от неё Табаре Васкес реформировал здравоохранение, начал расследование преступлений эпохи диктатуры и в течение своего срока сократил безработицу на 12 %, что в конечном счёте привело к тому, что он ушёл после первого срока на пике своей популярности — 80 % уругвайцев были готовы отдать свои голоса за него, что было рекордом как для Уругвая, так и для большинства стран Латинской Америки. В 2010 его преемником стал Хосе Мухика из того же объединения, который был оппозиционером и политическим заключённым в годы диктатуры, отсидев 14 лет. В отличие от своего предшественника, который сотрудничал с прочими левыми — радикалами Уго Чавесом и Эво Моралесом, — Мухика решил вести страну по другому пути. За 5 лет его правления ВВП вырос на 40 %, число бедняков снизилось в два раза, инвестиции возросли в 4 раза, а грамотность среди взрослого населения стала одной из самых высоких в мире. Его политика заключалась в создании «социального государства», которую он расширил, введя множество законов в поддержку населения. В 2013 году он установил государственную монополию на торговлю марихуаной, полностью её легализовав. В августе того же года страна второй на континенте (после Аргентины) легализовала однополые браки.
Благодаря популярности «Фронта» в 2015 году Табаре Васкес во второй раз получил пост президента. Его приход к власти сопровождался массовым свержением и экономической блокадой левых режимов на континенте. В годы его правления резко выросла инфляция, а из-за падения курсов национальных валют в соседних странах их конкуретоспособность на мировом рынке существенно снизилась, что привело к снижению экспорта, росту преступности и цен на товары. Из-за этого популярность «Левого фронта» резко пошла на убыль. После выборов 2019 года к власти вновь пришёл Луис Альберто Лакалье Поу с минимальным отрывом во втором туре (в первом существенно уступая своему левому оппоненту, Даниэлю Мартинесу), хотя власть в парламенте осталась за «Широким фронтом». В 2024 году, вновь с малым отрывом (52/48% во втором туре) к власти пришли левоцентристы из «Широкого фронта» во главе с избранным президентом Яманду Орси.

## Государственное устройство

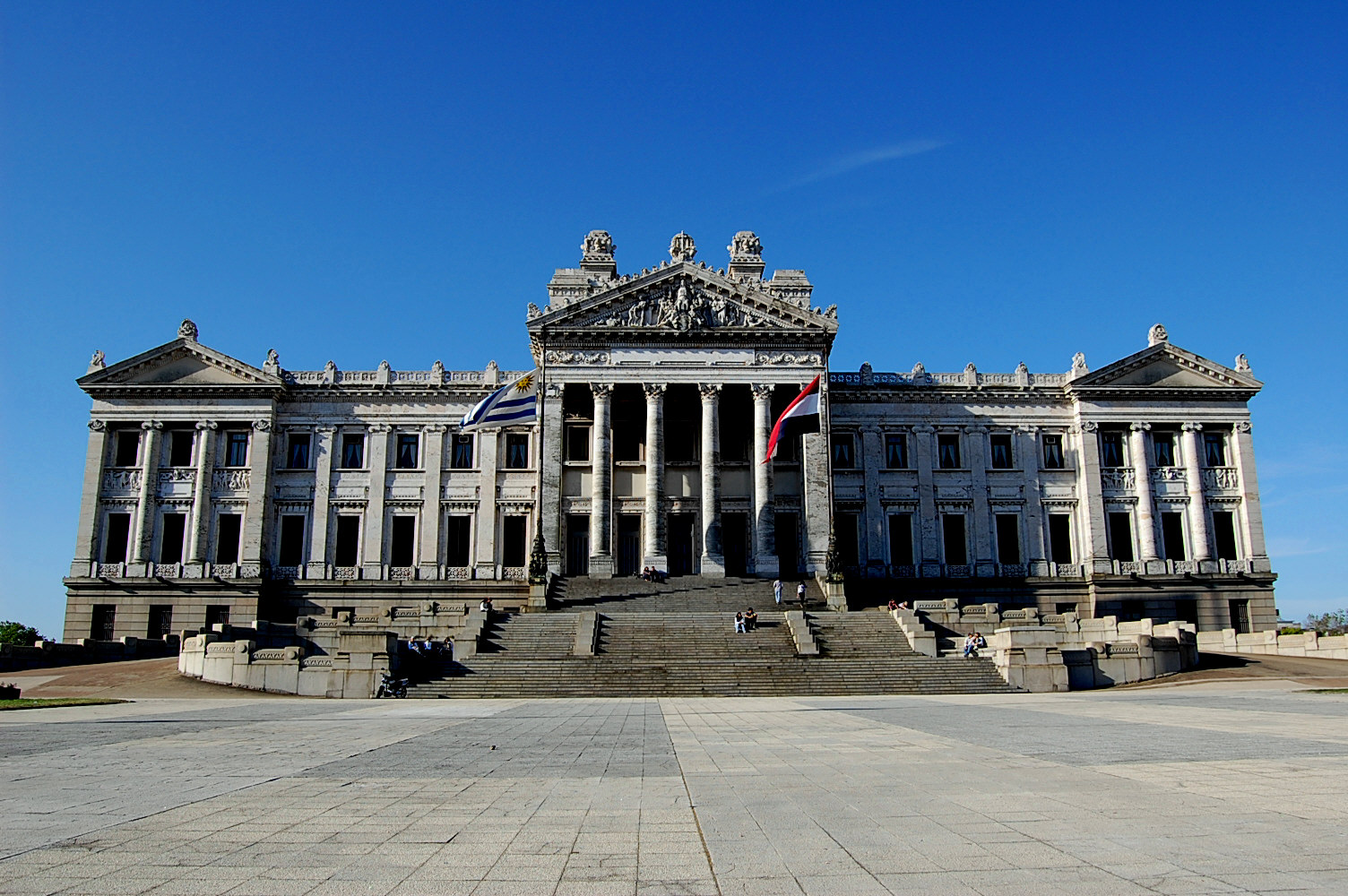
Законодательный дворец в Монтевидео

### Общая характеристика
На протяжении большей части XX века Уругвай был демократическим государством с двухпартийной системой. После периода диктатуры и её краха в 1980-х годах, в Уругвае появилось значительное число новых партий, которые дополнили традиционную двойку лидеров.
Современный Уругвай — унитарная конституционная республика президентского типа. Последний вариант конституции страны был принят 27 ноября 1966 года, а попытка её изменения диктаторским режимом потерпела крах. Главой государства и правительства является президент Уругвая, который избирается населением на демократически устроенных выборах раз в 5 лет без права выдвижения на второй срок сразу же после прохождения первого. Он же является главнокомандующим вооружённых сил Республики Уругвай. Действующий президент — Яманду Орси, избранный в 2024 году. Вместе с ним на тот же срок избирается вице-президент, сейчас — Каролина Коссе.
Законодательная власть в стране сосредоточена в руках Генеральной ассамблеи — двухпалатного парламента страны. Нижней его палатой является Палата представителей Уругвая, в которой 99 мест и депутаты которой избираются на прямых выборах на пятилетний срок по пропорциональной системе. Каждый из департаментов страны представляет не менее чем 2 депутата. Верхней палатой является сенат. В государстве 31 сенатор, все они избираются на всеобщих выборах по интегральной пропорциональной системе. Председателем обеих палат является вице-президент, сейчас — Каролина Коссе.

### Выборы и партии
Выборы проходят в соответствии с принятой 1966 году конституцией, в которую в 1996 году были внесены изменения, изменившие порядок голосования на выборах президента и разделившие муниципальные и федеральные выборы. Последние проходят тайно, и на них обязан голосовать каждый гражданин страны старше 18 лет согласно закону от 1918 года. Начиная с 1932 года голосование обязательно и для женщин. За ходом выборов следит избирательный суд, состоящий из 9 членов. Основными партиями-фаворитами на выборах являются две традиционные правоцентристские партии — Колорадо, которые являются (нео)либералами, и Бланко, опирающиеся на консерваторов. Их основным противником, ныне обладающим большинством мест в парламенте (42 места из 99), является фракция «Широкий фронт», левая коалиция христианских демократов, социалистов, коммунистов и диссидентов из двух предыдущих партий. Она правила страной с 2004 года, однако на выборах 2019 года, впервые за 15 лет, потерпела поражение на фоне экономических проблем и неурядиц в стране, что привело к формированию правого правительства.
Выборы в стране оцениваются в основном как справедливые и демократические, а система подсчёта голосов получила высокую оценку от специалистов. В рейтинге мировой демократии Economist Intelligence Unit за 2022 год страна занимает 11 место (на 2 места выше, чем в 2021 году. При этом чем выше, тем лучше). Это лучший результат на континенте, где лишь 3 страны — Уругвай, Коста-Рика и Чили — оценены как полноценные демократии, а большинство стран представляют собой авторитарные и гибридные режимы. Также Уругвай является самой демократичной страной Америки в целом, находясь в рейтинге выше США и Канады.

### Административное деление

Департаменты Уругвая

Уругвай делится на 19 департаментов (исп. intendencias). Они подчиняются центральному правительству страны и отвечают за местное управление. Они обеспечивают соблюдение национальных законов и осуществляют социальную и образовательную политику и управление учреждениями на своей территории. Эти территории ограниченно взимают налоги в свою пользу, однако они могут брать кредиты и приобретать собственность для развития. Они также имели право создавать неоплачиваемые пятичленные местные советы или городские советы в муниципалитетах, кроме столицы департамента, если население было достаточно велико для создания такого органа.
Власть в таком департаменте принадлежит губернатору, непосредственно управляющему регионом и представляющему его в отчётах перед федеральным правительством, и совету департамента состоящему из 31 члена (за исключением самого мелкого, но имеющего больше всех представителей Монтевидео), который выполняет местные законодательные функции, среди которых учреждение и распределение бюджета и судебная деятельность, в частности совет имеет право импичмента по отношению к любому своему члену и губернатору департамента. Губернатор избирается один раз на всеобщих выборах сроком на 5 лет без возможности переизбрания и должен быть, как и кандидат в сенаторы, не младше 23 лет и уроженцем департамента или проживать не менее 3 лет на его территории.
На уровне ниже, называемом муниципалитетским, власть принадлежит мэру, который занимается в основном приведением в жизнь принятых городскими и муниципальными советами решений.
В таблице представлен список департаментов Уругвая в порядке их написания на испанском языке:
| №  | Департамент    | Административный центр  | Площадь, км² | Население, чел. 2011 | Плотность, чел./км² |
| -- | -------------- | ----------------------- | ------------ | -------------------- | ------------------- |
| 1  | Артигас        | Артигас                 | 11 928       | 73 378               | 6,15                |
| 2  | Канелонес      | Канелонес               | 4 536        | 520 187              | 114,68              |
| 3  | Серро-Ларго    | Мело                    | 13 648       | 84 698               | 6,21                |
| 4  | Колония        | Колония-дель-Сакраменто | 6 106        | 123 203              | 20,18               |
| 5  | Дурасно        | Дурасно                 | 11 643       | 57 088               | 4,90                |
| 6  | Флорес         | Тринидад                | 5 144        | 25 050               | 4,87                |
| 7  | Флорида        | Флорида                 | 10 417       | 67 048               | 6,44                |
| 8  | Лавальеха      | Минас                   | 10 016       | 58 815               | 5,87                |
| 9  | Мальдонадо     | Мальдонадо              | 4 793        | 164 300              | 34,28               |
| 10 | Монтевидео     | Монтевидео              | 530          | 1 319 108            | 2488,88             |
| 11 | Пайсанду       | Пайсанду                | 13 922       | 113 124              | 8,13                |
| 12 | Рио-Негро      | Фрай-Бентос             | 9 282        | 54 765               | 5,90                |
| 13 | Ривера         | Ривера                  | 9 370        | 103 493              | 11,05               |
| 14 | Роча           | Роча                    | 10 551       | 68 088               | 6,45                |
| 15 | Сальто         | Сальто                  | 14 163       | 124 878              | 8,82                |
| 16 | Сан-Хосе       | Сан-Хосе-де-Майо        | 4 992        | 108 309              | 21,70               |
| 17 | Сорьяно        | Мерсе́дес                | 9 008        | 82 595               | 9,17                |
| 18 | Такуарембо     | Такуарембо              | 15 438       | 90 053               | 5,83                |
| 19 | Трейнта-и-Трес | Трейнта-и-Трес          | 9 529        | 48 134               | 5,05                |
|    |                |                         |              |                      |                     |
|    | Всего          |                         | 175 016      | 3 286 314            | 18,78               |

## Экономика

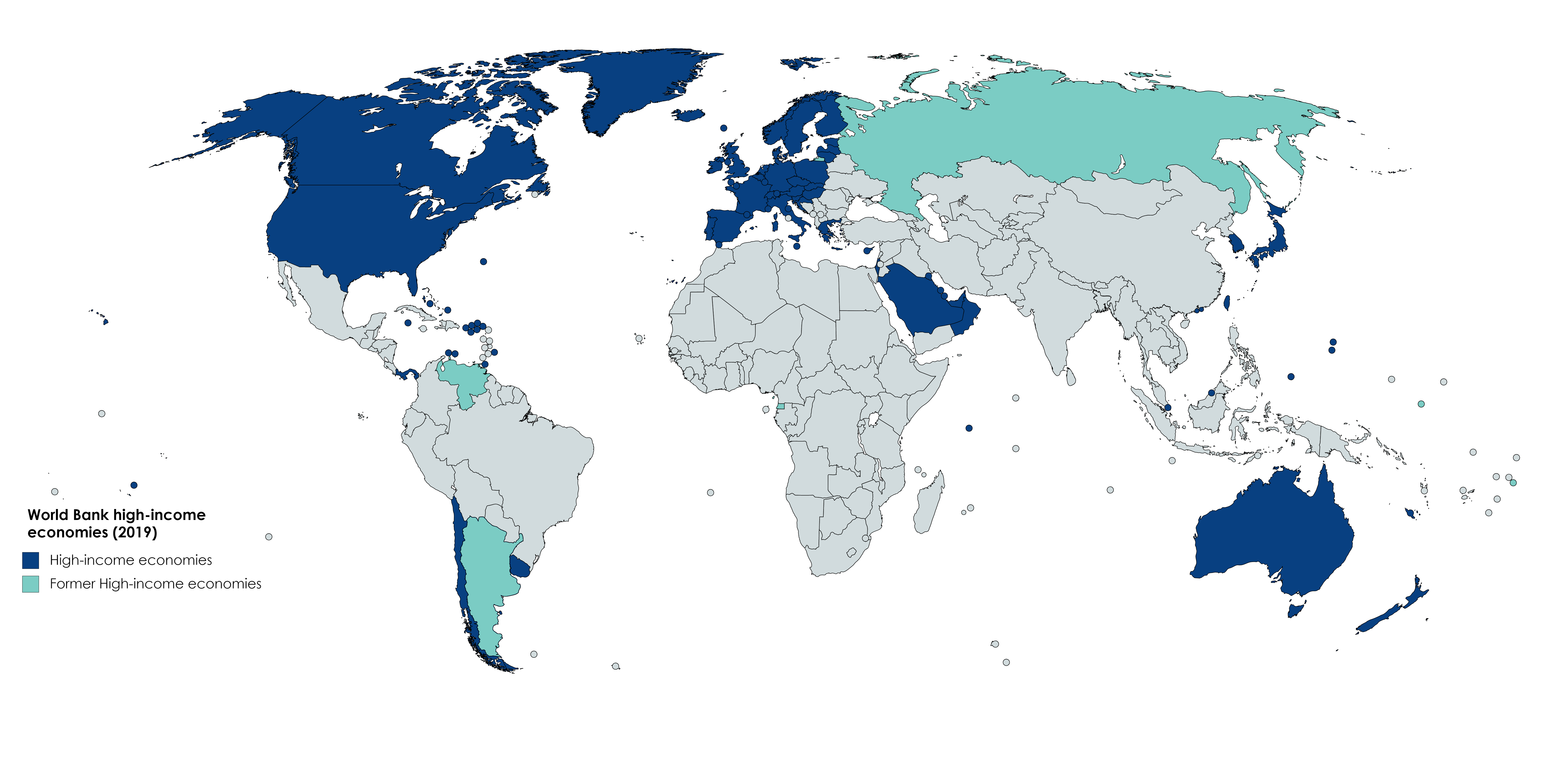
Страны с высоким уровнем доходов по состоянию на 2019 год. Тёмно-синим выделены страны с высоким уровнем доходов. Голубым выделены бывшие страны с высоким уровнем доходов.

Уругвай — одна из наиболее экономически развитых стран Латинской Америки. ВВП на душу населения в 2019 году — 22,4 тыс. долл. (2-е место в Латинской Америке, 60-е место в мире).
Экономика Уругвая ориентирована на экспорт продукции животноводства, в меньшей степени — сельского хозяйства и рыболовства. При этом в сельском хозяйстве занято 9 % работающих, в промышленности 15 %, в сфере обслуживания 76 %. В последнее время важное значение в экономике заняли туризм и банковское дело.
Около 75 % всех предприятий сосредоточены в столице, городе Монтевидео.
Согласно данным Всемирного банка, Уругвай относится к категории стран с высоким уровнем доходов. Минимальный размер оплаты труда в Уругвае один из самых высоких в Латинской Америке. Минимальный размер оплаты труда вырос на 10 % в номинальном выражении с 1 января 2017 года и на 9,5 % с 1 января 2018 года и составил $U13430 ($416.06). 1 января 2019 года он составил $U15000 ($461.70) и $U16300 ($504.97) в 2020 году. Минимальный размер оплаты труда вырос на 55,5 % с 2005 года. С 1 января 2020 года минимальный размер оплаты труда составляет $U16300 ($438.47). С 1 января 2021 года минимальный размер оплаты труда составляет $U17930 ($423.51). По состоянию на 1 января 2021 года минимальный размер оплаты труда в Уругвае является вторым самым высоким в Южной Америки после Чили (326500 песо ($463.58), в Уругвае 17930 песо ($423.51)) и третьим самым высоким в Латинской Америке, после Коста-Рики и Чили (в Коста-Рике ₡317915.58 ($519.51), в Чили 326500 песо ($463.58)). С 1 января 2022 года минимальный размер оплаты труда составляет $U19364 ($434.14). С 1 января 2023 минимальный размер оплаты труда составляет $U21106 ($532.57). С 1 января 2024 минимальный размер оплаты труда составляет $U22268 ($574.51).

### Коррупция
| 0–9 10–19 20–29 30–39 40–49 | 50–59 60–69 70–79 80–89 90–100 Нет данных |

Индекс восприятия коррупции в разных странах мира по данным Transparency International в 2024 году.

По состоянию на 2022 год Уругвай согласно индексу восприятия коррупции имеет самый низкий уровень коррупции среди стран Латинской Америки и занимает 16-е место в мире, сразу после Эстонии и на одну позицию выше Канады.

### Внешняя торговля
Объём внешней торговли Уругвая в 2017 году оценивался в $8,85 миллиарда по экспорту и $9,7 миллиарда по импорту, отрицательное сальдо внешней торговли -$867 миллионов.
Основные экспортные товары: замороженная и обработанная говядина (до 17,5 %), бумажная и целлюлозная продукция (16 %), соя (7,6 %), рис (5,3 %). В общем и целом в экспорте преобладают продовольственные и сельскохозяйственные товары, химическая продукция. Главные торговые партнёры по экспорту: Китай ($2,02 миллиарда), Бразилия ($1,32 миллиарда), Нидерланды ($492 миллиона), США ($474 миллиона) и Аргентина ($452 миллионов).
Основные импортные товары: нефть и нефтепродукты (до 16 %), промышленные и бытовые машины, оборудование и электроника (до 17 %), автомобили (4,3 %), а также химические изделия, включая лекарства и пестициды, потребительские товары и строительные материалы.
Главные торговые партнёры по импорту: Бразилия ($2,45 миллиарда), Китай ($1,71 миллиарда), Аргентина ($1,18 миллиарда), США ($975 миллиона) и Мексика ($231 миллион)

### Промышленность
Основные отрасли промышленности:
- Пищевая
  - мясохладобойная
  - винодельческая
  - консервная
- Текстильная
- Кожевенно-обувная

### Сельское хозяйство
Сельскохозяйственные земли занимают около 9/10 территории страны, из них пастбища занимают около 14 миллионов гектаров.
Развито животноводство экспортного направления — разведение мясных пород крупного рогатого скота и шёрстных овец. Главные сельскохозяйственные культуры: пшеница, рис, сахарный тростник, кукуруза, масличный лён, подсолнечник, кормовые травы для скота. Выращивают также виноград и цитрусовые.
В 2014 году разрешено производство и употребление марихуаны.

### Энергетика
95,6 % электроэнергии производится на ГЭС, остальная на ТЭС.

### Транспорт
Протяжённость железных дорог 2835 км (из них в эксплуатации 1570 км, используется тепловозная тяга, ширина колеи 1435 мм), шоссейных дорог около 10 000 км.
Основной аэропорт страны — Карраско.

## Внешняя политика

### СССР
В 1933 году Уругвай установил дипломатические отношения с СССР.

### Россия
26 сентября 2011 года «на полях» 66-й сессии Генеральной Ассамблеи ООН в Нью-Йорке прошла встреча Министра иностранных дел Российской Федерации С. В. Лаврова с Министром иностранных дел Восточной Республики Уругвай Л. Альмагро. Министры подписали Соглашение между Правительством Российской Федерации и Правительством Восточной Республики Уругвай об условиях отказа от визовых формальностей при взаимных поездках граждан двух стран.

### Украина
27 декабря 2018 года Кабинет министров Украины утвердил соглашение с правительством Восточной Республики Уругвай о взаимной отмене визовых требований.

## Вооружённые силы
По данным 2006 года Уругвай тратит 1,6 % от своего ВВП на военные расходы.

## Население

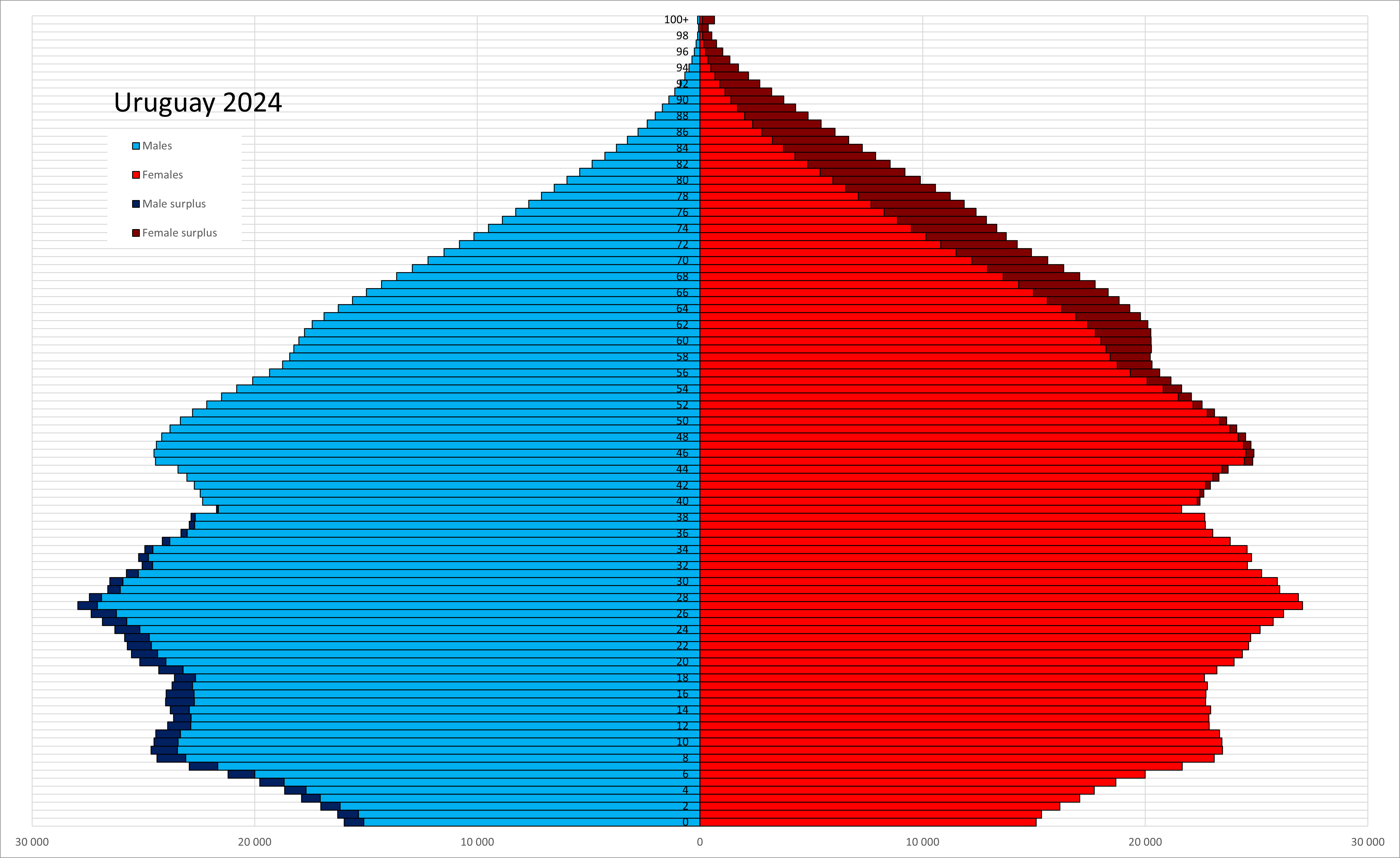
Возрастно-половая пирамида населения Уругвая на 2024 год

Численность населения — 3,5 млн (оценка на июль 2010 года).
Годовой прирост — 0,4 % (фертильность — 1,9 рождений на женщину).
Средняя продолжительность жизни — 73 года у мужчин, 80 лет у женщин.
Городское население — 92 % (в 2008).
Грамотность — 98 % (оценка на 2003 год).
Языки — испанский (официальный), на границе с Бразилией — диалект на основе смеси испанского и португальского языков. Уровень владения английским языком, согласно рейтингу EF EPI, средний (Индекс EF EPI: 51,63).
Этно-расовый состав:
- люди европейского происхождения — 88 % (из них 1/2 — испанцы и баски, 1/4 — итальянцы, а также немцы, французы, швейцарцы, британцы, славяне, арабы, евреи, армяне, литовцы, греки);
- метисы — 8 %;
- мулаты — 4 %.

### Религия
Конфессиональный состав:
- католики — 44,8 %;
- протестанты — 9,5 %;

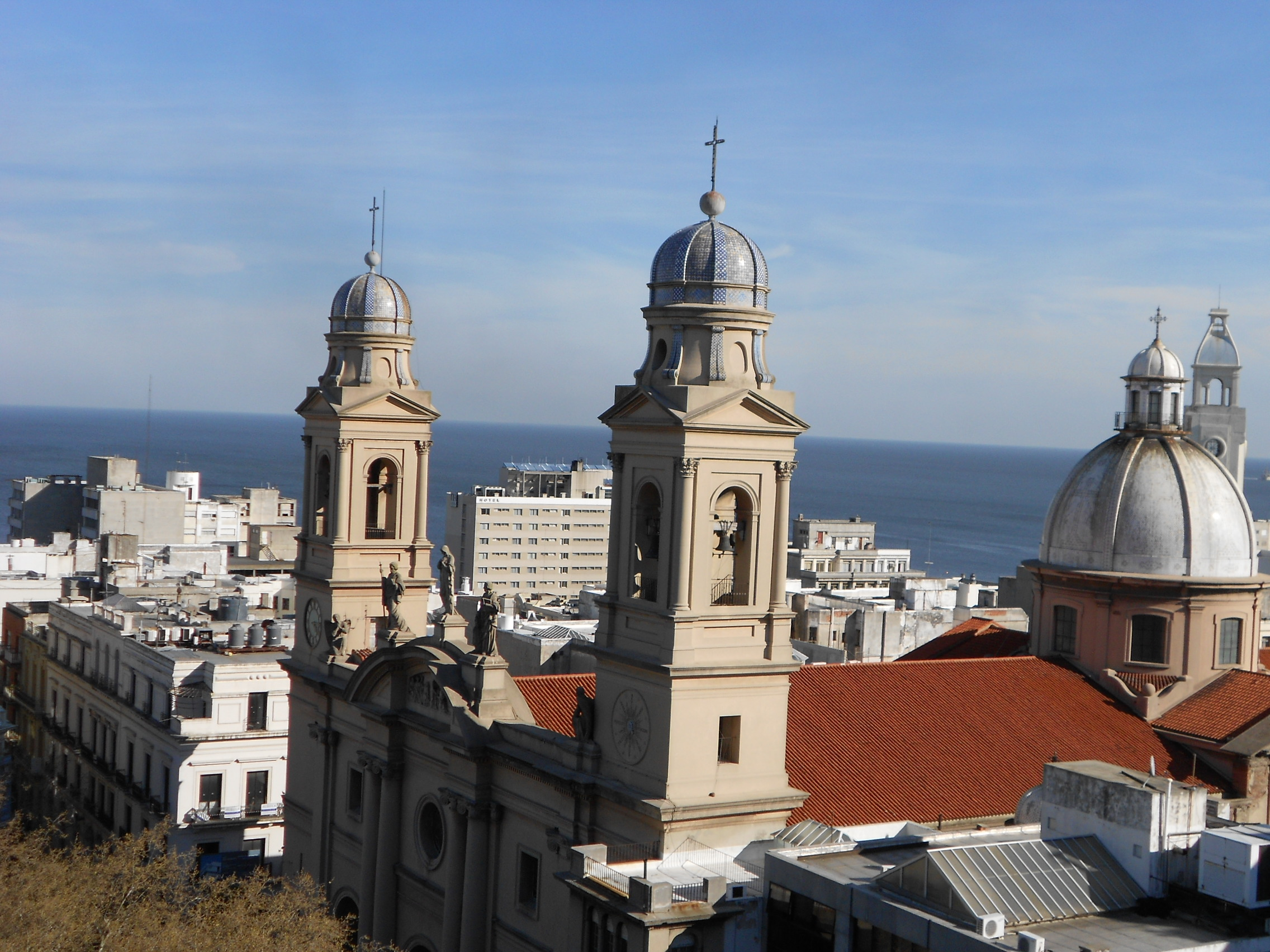
Кафедральный собор Монтевидео

- являются верующими, но не причисляют себя к последователям какой-либо религии — 30,1 %;
- атеисты и агностики — 14,4 %;
- другие религии — 1,2 %.

## СМИ
Государственная телекомпания — TNU (Televisión Nacional de Uruguay — «Национальное телевидение Уругвая») включает в себя одноимённый телеканал, государственная радиокомпания — RNU (Radio Nacional de Uruguay — «Национальное радио Уругвая») включает в себя радиостанции Radio Uruguay, Radio Clásica и региональные государственные радиостанции.

## Культура

### Музыка
Типичной риоплатенской музыкой является танго (крупнейшим представителем которого является Карлос Гардель), а также милонга. В Уругвае также есть такие музыкальные произведения, как кандомбе и уругвайская мурга, кульминацией которых являются карнавальные звонки (в случае кандомбе) и сам карнавал, в случае ла мурги.

### Театр
Уругвайский театр — один из самых важных в Латинской Америке. И это величайшее художественное выражение в стране. В настоящее время в Уругвае более 70 театральных залов, более 30 в Монтевидео, где представлены произведения национальных авторов, а также постановки универсальных театров.

### Национальные праздники
19 апреля — День экспедиции 33-х
18 мая — Битва при Лас-Пьедрас под Монтевидео
19 июня — День рождения Хосе Артигаса
16 июля — День победы на чемпионате мира по футболу
18 июля — День Конституции
25 августа — День независимости

### Спорт

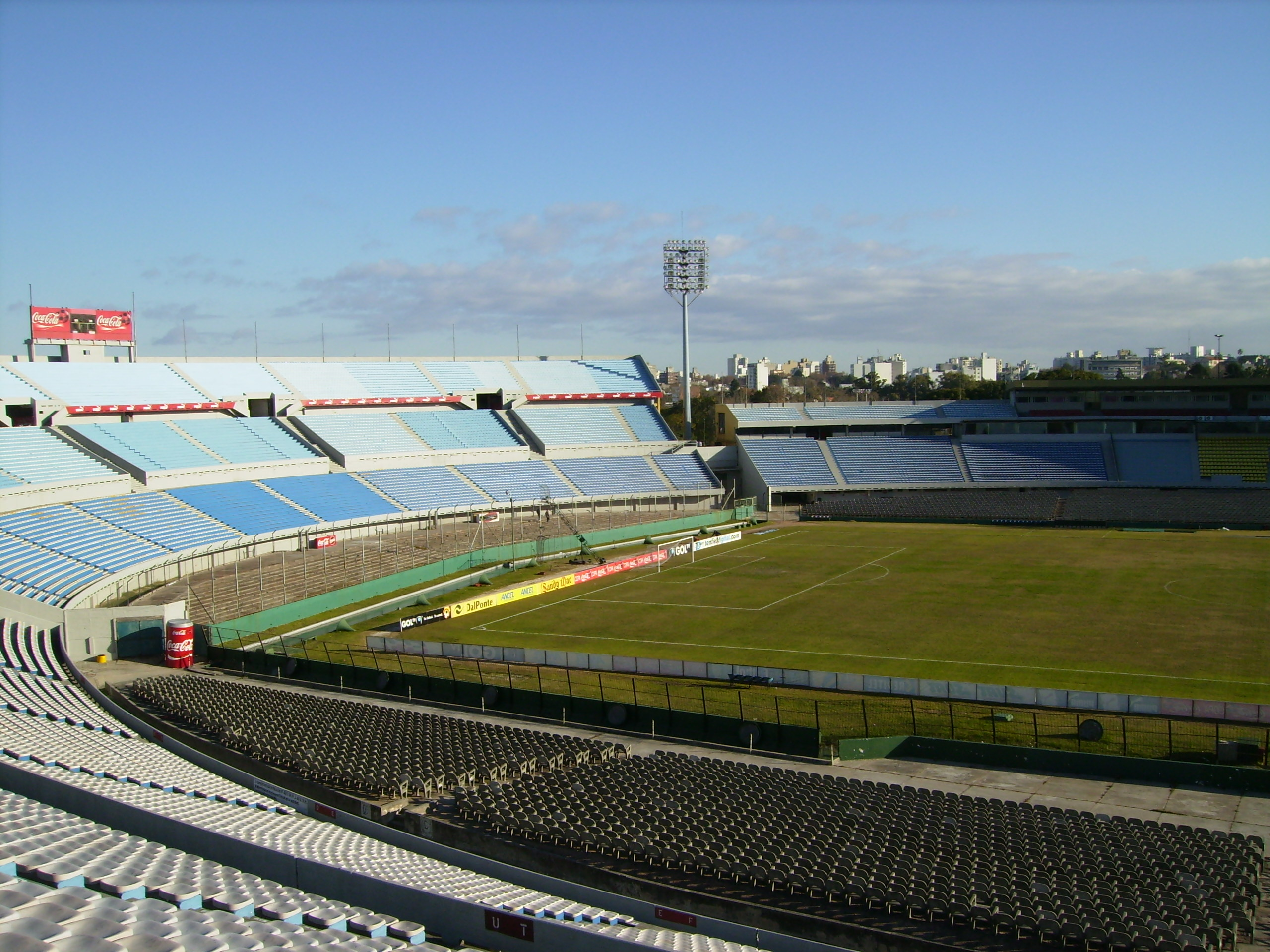
Стадион «Сентенарио» в Монтевидео

Футбол является самым популярным видом спорта в Уругвае. Сборная Уругвая по футболу стала победителем первого в истории чемпионата мира по футболу. В 1950 г. в Бразилии вторично завоевала звание чемпиона мира, в финале обыграв хозяев на только что открывшемся стадионе Маракана. Победила на Олимпийских играх в 1924 и 1928 годах.
Команда выигрывала Кубок Америки по футболу 15 раз.
Лучшим бомбардиром в истории сборной является Луис Суарес. «Чёрной жемчужиной» называют Хосе Андраде, чемпиона мира 1930 года, двукратного олимпийского чемпиона — 1924 и 1928 годов.
Баскетбол — второй по популярности вид спорта в Уругвае, он очень популярен, особенно в Монтевидео, где во многих районах города есть как минимум один клуб. Руководящим органом этого вида спорта в Уругвае является Федерация баскетбола Уругвая, созданная в 1915 году и являющаяся членом ФИБА с 1936 года. Среди наиболее важных достижений уругвайской баскетбольной команды следует отметить завоевание бронзовых медалей на Олимпийских играх 1952 и 1956 годов в Хельсинки и Мельбурне соответственно, а также несколько чемпионатов Южной Америки и участие в панамериканских и мировых турнирах.

### Комментарии
1. ↑  Принятый в стране «Генеральный закон об образовании» устанавливает в качестве возможных родных языков уругвайский испанский, португальский и испанский жестовый языки[исп.][1]. Второй из них при этом имеет дифференцированный статус, являясь обязательным для изучения в школе[2].